# Christian Damiano
Pour les articles homonymes, voir Damiano.
Christian Damiano est un footballeur français reconverti en entraîneur, né le 9 mars 1950 à Antibes (Alpes-Maritimes).

## Biographie
Ancien joueur de l'OGC Nice de 1964 à 1974, Christian Damiano se reconvertit comme technicien de football. 
Responsable du centre de formation et adjoint des pros de 1974 à 1983, puis entraîneur général du Stade raphaëlois de 1983 à 1986, il occupe pendant plus de dix ans différentes fonctions à la Fédération française de football : entraîneur I.N.F (vainqueur de la Gambardella 1988) de 1986 à 1992, puis entraîneur national (1992 à 1999), avec Gérard Houllier. Les deux hommes conduisent l’équipe de France des moins de 18 ans au titre européen en 1996, puis en 1/4 de finale du championnat du monde des moins de 20 ans en Malaisie. Il est par la suite collaborateur d'Aimé Jacquet de 1995 à 1998 pour le suivi des internationaux en Italie, et membre du staff technique de Roger Lemerre en 1998 et 1999. 
En 1999, Christian Damiano retourne comme responsable du centre de formation à l'OGC Nice qu’il entraîne brièvement (15 matches). Il arrive en Angleterre en 2000 et devient l'assistant de Jean Tigana à Fulham. Il reste dans ce club jusqu'au départ de Tigana en 2003. Il retrouve alors Gérard Houllier, dont il devient l'adjoint à Liverpool jusqu'en 2004.
Il rejoint ensuite le staff technique du Southampton FC (2004), avant de devenir l'adjoint de Claudio Ranieri à Parme (2007), à la Juventus Turin (de 2007 à 2009), puis à l'AS Rome (de 2009 à 2011) et à l'Inter (de 2011 à 2012).
En septembre 2017, il est nommé Directeur Technique National de la Fédération de Chine de football.

## Carrière

### Joueur
- 1963-1965 :  US Cagnes
- 1965-1974 :  OGC Nice

### Entraîneur
- 1974-1983 :  OGC Nice, adjoint et directeur du centre de formation
- 1983-1986 :  Saint-Raphaël, entraîneur général
- 1986-1992 :  INF Vichy - Clairefontaine, entraîneur INF
- 1992-1999 :  Direction technique nationale, entraîneur national, sélectionneur des équipes de France de jeunes
- 1999-2000 :  OGC Nice, centre de formation et équipe A
- 2000-2003 :  Fulham FC, adjoint
- 2003-2004 :  Liverpool FC, adjoint
- 2004-2005 :  Southampton FC, adjoint
- 2007 :  Parme FC, adjoint
- 2007-2009 :  Juventus Turin, adjoint
- 2009- 2011:  AS Roma, adjoint
- 2011-2012 :  Inter de Milan, adjoint

## Palmarès d'entraîneur
- Finaliste de la Coupe Gambardella en 1981 avec l'OGC Nice
- Vainqueur de la Coupe Gambardella en 1988 avec l'INF
- Champion d'Europe des moins de 18 ans en 1996 avec l'équipe de France des moins de 18 ans
- Champion d'Angleterre de D2 en 2001 avec Fulham (entraîneur adjoint)
- Vainqueur de la Coupe Intertoto en 2002 avec Fulham (entraîneur adjoint)
- Finaliste de la Coupe d'Italie en 2010 avec l'AS Rome (entraîneur adjoint)

## Ouvrages
Publications[réf. nécessaire]
- 1993 : La Préformation à l'I.N.F.
- 2008 : 8 articles dans la revue " Nuovo Calcio "

Matériel d'entraînement
- 1994       Échelle des appuis

## Consultant
- 1996 : Eurosport France
- 1997 : Canal+ (pay per view)
- 2006 : Eurosport british
- 2010 : Canal+ (Coupe du monde 2010)